# Tommy Boy Entertainment
Tommy Boy Entertainment, anciennement Tommy Boy Records, est un label discographique indépendant américain, situé à New York, dans l'État de New York. Il est lancé en 1981 par Tom Silverman. Après séparation avec Warner Bros. Records en 2002, le label utilise WEA pour des rééditions, désormais contrôlées par Warner Music Group, depuis Rhino/Atlantic Records, et lance Tommy Boy Films LLC avec Michael « Mic » Neumann.

## Histoire
Tom Silverman lance en 1978 le magazine Disco News, puis, avec un prêt de ses parents, le label comme un projet parallèle en 1981. En 1985, Warner Bros. Records acquiert 50 % de Tommy Boy. En 1990, le label est entièrement acquis par la société. Silverman devient alors vice-président chez Warner. Le label publie la compilation Tommy Boy Greatest Beats le 30 juin 1993.
En 1995, Silverman rachète 50 % du capital après l'affaire C. Delores Tucker, puis tout le label en 2002. La même année, le label utilise WEA et se spécialise dans le genre dance. Après des mois de rumeurs, la coentreprise entre Tommy Boy Records et Warner Music Group (WMG) se termine le 1er mars 2002. Plus tard, il lance Tommy Boy Films LLC avec Michael « Mic » Neumann.
En juin 2021, Tommy Boy est acquis pour 100 millions de dollars par Reservoir Media, une société d'édition musicale et de droits médiatiques fondée en 2007 par la femme d'affaires irano-canadienne Golnar Khosrowshahi.